# Раймон Пуанкаре
Раймо́н Пуанкаре́ (фр. Raymond Poincaré фр.: [ʁɛmɔ̃ pwɛ̃kaʁe]; 20 серпня 1860, Бар-ле-Дюк — 15 жовтня 1934, Париж) — французький політичний і державний діяч, двоюрідний брат відомого математика Анрі Пуанкаре. За фахом адвокат, журналіст. Обіймав посади міністра фінансів, іноземних справ, п'ять разів призначався прем'єр-міністром Франції, у 1913–1920 роках — президент республіки.

## Біографія
Раймон Пуанкаре народився у родині інженера у місті Бар-ле-Дюк 20 серпня 1860 року. Після закінчення Паризького університету він у 1882 році став адвокатом. У своїй практиці навіть захищав письменника Жуля Верна у позові проти нього.
У 1887 році Пуанкаре обрали в палату депутатів французького парламенту і лише через шість років його призначили міністром освіти (1893—1894). На цій посаді він став наймолодшим міністром в історії Франції. Пізніше у 1894–1895 роках він також обіймав посаду міністра фінансів, а потім у 1895 році знову був призначений міністром освіти.
У 1903 році Пуанкаре залишив політику і зосередився на своїй приватній юридичній практиці. Лише через три роки, у 1906 році його було призначено у Сенат і пізніше він погодився знову стати міністром фінансів. В січні 1912 року Пуанкаре очолив коаліційний уряд Франції і обіймав у ньому посаду міністра закордонних справ. Якраз у цей час, напередодні Першої світової війни він відіграв ключову роль у зміцненні Антанти, критики вважали його одним із розпалювачів військового протистояння з Німеччиною.
У січні 1913 року під час президентських виборів Пуанкаре переміг свого опонента Жоржа Клемансо і став президентом Франції. Попри це, Клемансо у 1917 році став прем'єр-міністром країни за президентства Пуанкаре. Співпраця між двома політиками проходила дуже тяжко. Із закінченням президентського терміну у лютому 1920 року Пуанкаре повернувся в Сенат. У післявоєнний період він брав участь в укладанні Версальського миру, був головою парламентської комісії з виплат Німеччиною репарації.
Пуанкаре знову призначили на посаду прем'єр-міністра у січні 1922 року. Під час фінансової кризи у Німеччині він відмовився відкласти виплату Німеччиною контрибуції і 11 січня 1923 року увів французьку армію у прикордонну німецьку область Рур щоб стягнути заборговані Німеччиною виплати.
На виборах 1924 року внаслідок фінансової кризи Пуанкаре зазнав поразки і на посаді прем'єр-міністра його замінив Едуар Ерріо. Попри це, Пуанкаре знову отримав посаду прем'єр-міністра у липні 1926 року і разом з нею ще й портфель міністра фінансів. Під час його останнього терміну на посаді прем'єр-міністра Франція пережила період економічного підйому, що зажило йому певної популярності серед виборців.
У липні 1929 року Пуанкаре вийшов у відставку у зв'язку із поганим станом здоров'я і помер у Парижі 15 жовтня 1934 року.